# Ruská Kajňa
Ruská Kajňa es un municipio del distrito de Humenné, en la región de Prešov, Eslovaquia, con una población estimada, a final del año 2024 de 100 habitantes.
Se encuentra ubicado al sureste de la región, cerca de los ríos Cirocha y Laborec (cuenca hidrográfica del río Tisza) y de la frontera con la región de Košice.

## Demografía
| Año        | 1994 | 2004     | 2014     | 2024    |
| ---------- | ---- | -------- | -------- | ------- |
| Población  | 169  | 134      | 111      | 100     |
| Diferencia |      | −20,71 % | −17,16 % | −9,90 % |

| Año        | 2023 | 2024    |
| ---------- | ---- | ------- |
| Población  | 101  | 100     |
| Diferencia |      | −0,99 % |